# Attaque de Boukraa (1979)
Pour les articles homonymes, voir Bataille de Boukraa.
Guerre du Sahara occidental
Batailles
L'attaque de Boukraa a eu lieu les 5 et 6 novembre 1979 pendant la guerre du Sahara occidental. Le Front Polisario attaque la ville de Boukraa, cité phosphatière du Sahara occidental au statut disputé. L'armée marocaine repousse les assaillants.

## Contexte

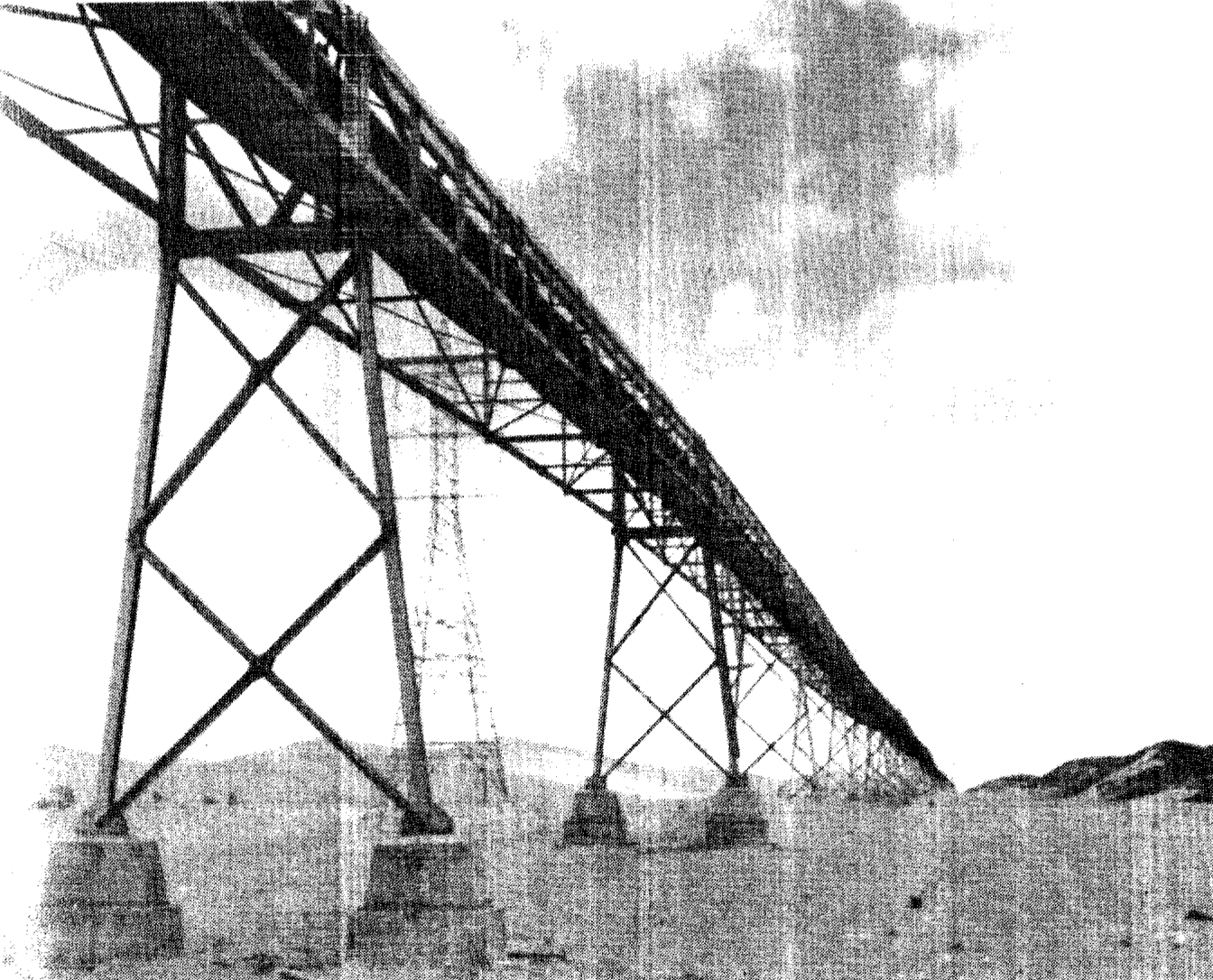
La bande transporteuse de Boukraa au début des années 1970.

Le but de l'opération du Front Polisario est de suspendre l’excavation du phosphate, et ainsi porter un coup à l'économie marocaine. Cette production est acheminée par la plus longue bande transporteuse du monde (96 km) jusqu'au port de la ville de Laâyoune. L'exploitation du phosphate est à l'époque développée par le Maroc pour intégrer les provinces du Sahara dans l'économie marocaine.

## Déroulement
Le 5 novembre 1979, la veille du quatrième anniversaire de la Marche verte, plusieurs centaines de combattants du Polisario attaquent la ville de Boukraa, où se trouve le principal gisement de phosphates au Sahara occidental. Les indépendantistes attaquent et détruisent deux stations de transport de phosphates, à savoir les stations 2 et 3 du tapis convoyeur reliant les gisements de Boukraa à la côte atlantique. Cependant, le 4e régiment d'infanterie motorisée intervient rapidement et repousse les polisariens, qui se retrouvent encerclés par les Marocains. Selon l'agence Reuters, qui cite des journalistes qui se sont rendus sur les lieux, quelque 600 combattants du Polisario se seraient noyés en tentant de traverser une rivière pour s'échapper, après des pluies torrentielles dans le désert le mois dernier, transformant le lit normalement à sec de cette rivière en un flot fangeux où se sont enlisés de nombreux véhicules qui tentaient d'échapper aux colonnes de l'armée marocaine. L'opération est donc un échec.

## Bilan et conséquences
Le 6 novembre 1989, dans un discours du roi Hassan II commémorant le quatrième anniversaire de la Marche verte, le roi mentionne cette attaque et fait un bilan des combats précisant ainsi que 150 polisariens ont été tués et que 10 polisariens ont été faits prisonniers. Des journalistes déclarent avoir vu d'importantes quantités d'armements d'origine soviétique pris au Polisario. Les pertes marocaines seraient d'une soixantaine de morts. Pour la première fois de la guerre, les Marocains peuvent montrer des images de combattants indépendantistes morts (jusqu'ici les cadavres étaient emportés par les sahraouis).
Cette bataille a surtout une importance historique puisqu'elle s'agit du déclic poussant l'armée marocaine à revoir sa stratégie dans le but de protéger ce qui est appelé le "Sahara utile", et notamment les grandes villes et mines de Boukraa. Certaines sources marocaines expliquent que ce seraient les ingénieurs de l'office chérifien des phosphates et les officiers du 4e régiment d’infanterie motorisée qui ont conçu et imaginé le mur et non Ahmed Dlimi ou Abdelaziz Bennani.

### Sources bibliographiques
1. 1 2  Clodfelter, p. 555.